# Girl Shy
„Girl Shy“ е американски филм от 1924 година, романтична комедия на режисьорите Фред Нюмейер и Сам Тейлър по сценарий на Тейлър в съавторство с Тим Уелан и Тед Уайлд.
В центъра на сюжета е стеснителен млад мъж, който въпреки липсата на всякакъв опит пише ръководство за любовни връзки, а същевременно неволно сам започва връзка с богата наследница. Главните роли се изпълняват от Харолд Лойд и Джобина Ралстън.